# مانیتور کلاس کنونشس
مانیتور کلاس کنونشس (به انگلیسی: Canonicus-class monitor) یک کلاس از کشتی است که طول آن ۲۲۳ فوت (۶۸٫۰ متر) می‌باشد.